# Олівер Газард Перрі
Олівер Газард Перрі (англ. Oliver Hazard Perry; 23 серпня 1785 — 23 серпня 1819) — американський військовий діяч, комодор військово-морських сил США, учасник англо-американської війни 1812 року.

## Життєпис
Народився Олівер Газард Перрі у Південному Кінгстауні, штат Род-Айленд. Він був сином капітан ВМС США Крістофера Раймонда Перрі (1761—1818), старшого брата Меттью Колбрайта Перрі, та Сари Воллес Александер (1763—1830).
Навчався в Ньюпорті, штат Род-Айленд, після чого у 1799 році вступив на службу в ВМФ США у званні мічмана.

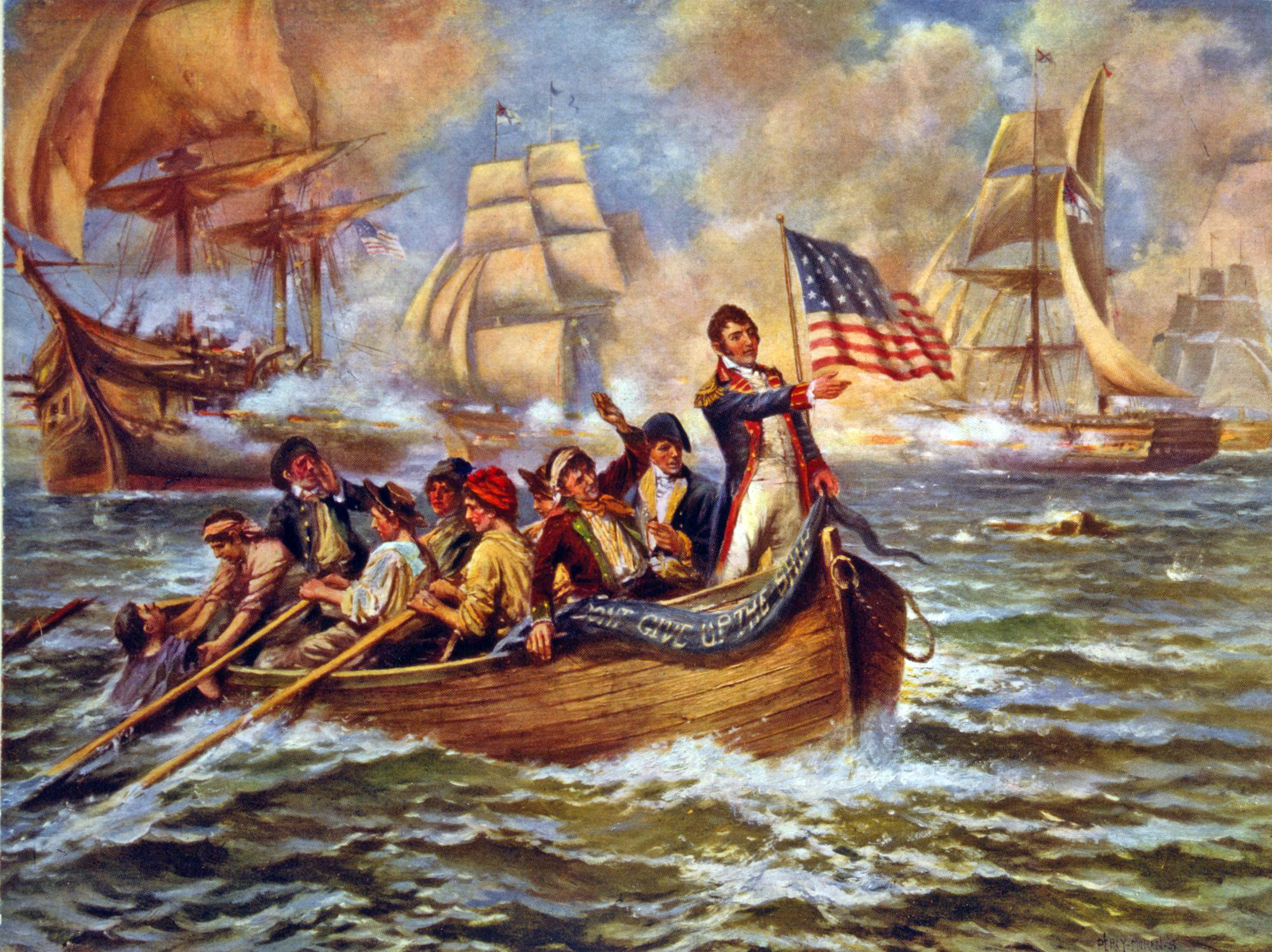
Перрі покидає свій корабель «Лоуренс». Кратина художника Едварда Персі Морана

Під час Першої берберійської війни сужив на фрегаті «Адамс», пізніше став першим лейтенантом на шхуні «Наутілус». Потім служив на фрегатах «Конституція» та «Ессекс». Він був призначений для будівництва канонерських човнів у Ньюпорті та Вестерлі, штат Род-Айленд.
Починаючи з квітня 1809 року він командував шлюпом «Помста».
10 вересня 1813 кораблі Перрі здобули перемогу над англійцями в битві на озері Ері. Під час бою флагманський корабель Перрі «Лоуренс» був сильно пошкоджений і він був змушений покинути його під вогнем противника.
Під час експедиції до річки Оріноко Перрі помер від жовтої гарячки.

## Особисте життя
5 травня 1811 року Олівер Газард Перрі одружився з Елізабет Шамплін Мейсон з Ньюпорта, штат Род-Айленд. У подружжя було п'ятеро дітей.

## Вшанування пам'яті
У його честь було названо канонерський човен, тип фрегатів, низку населених пунктів у США, а також споруджено кілька монументів.

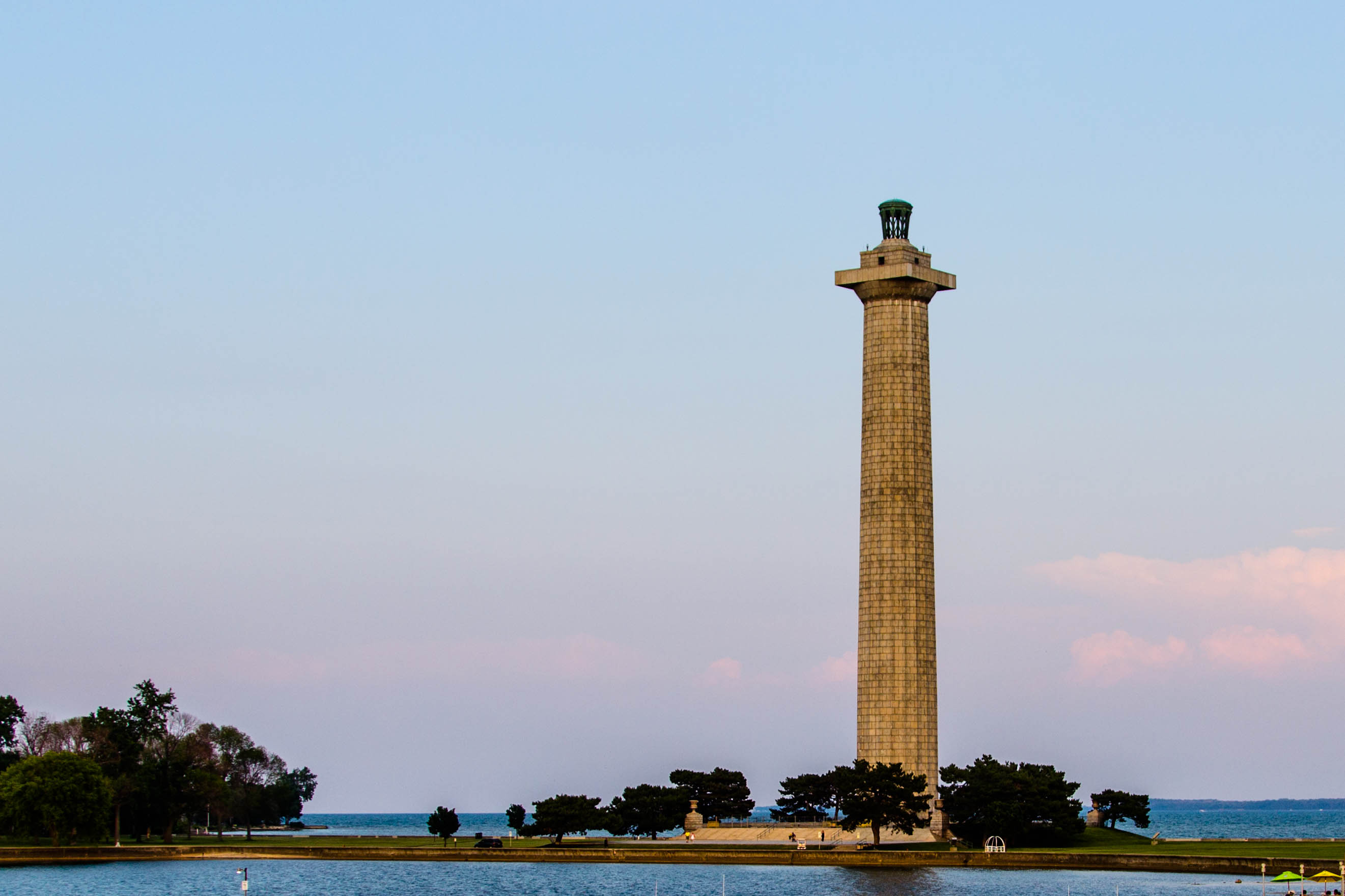
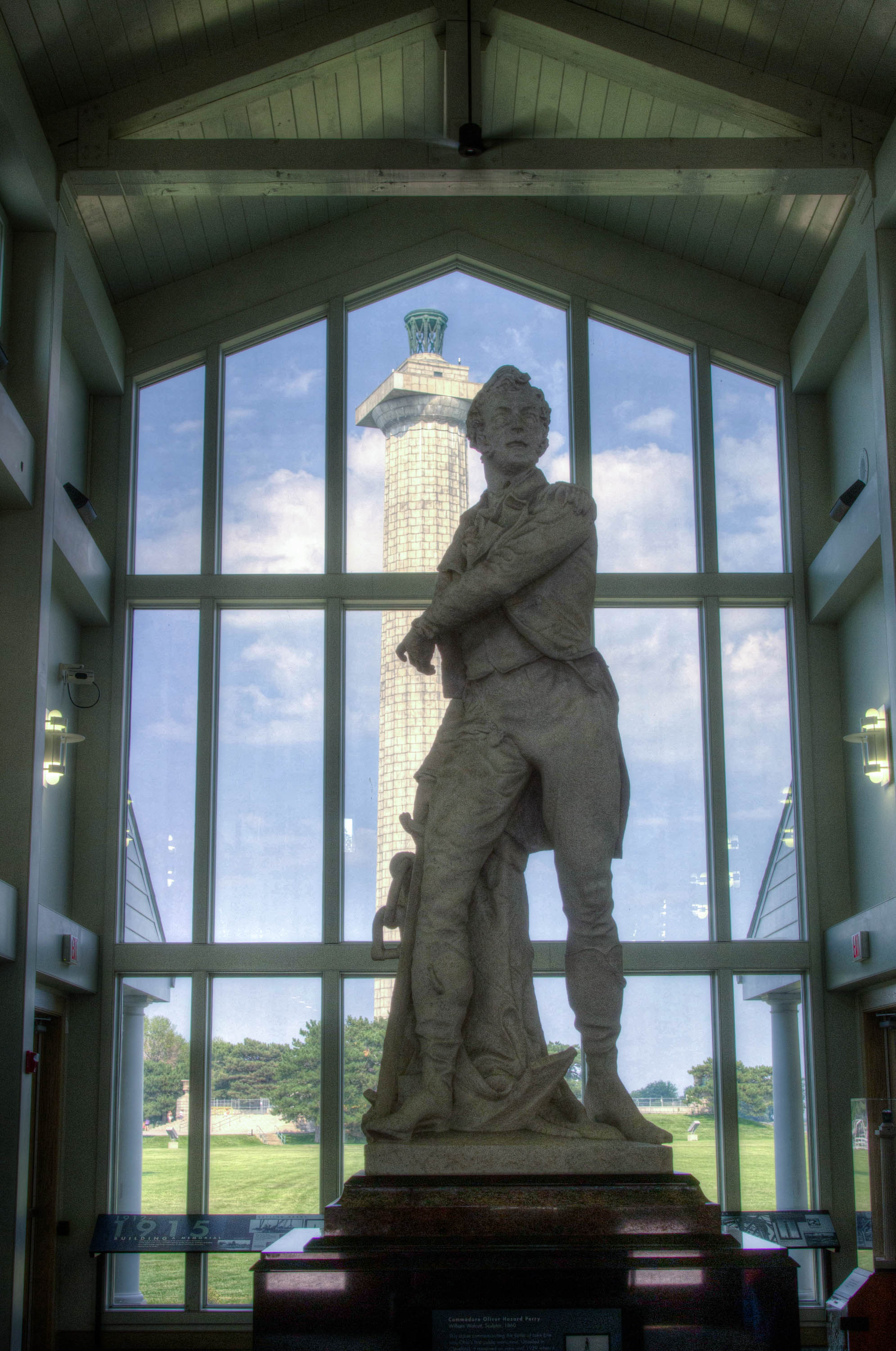
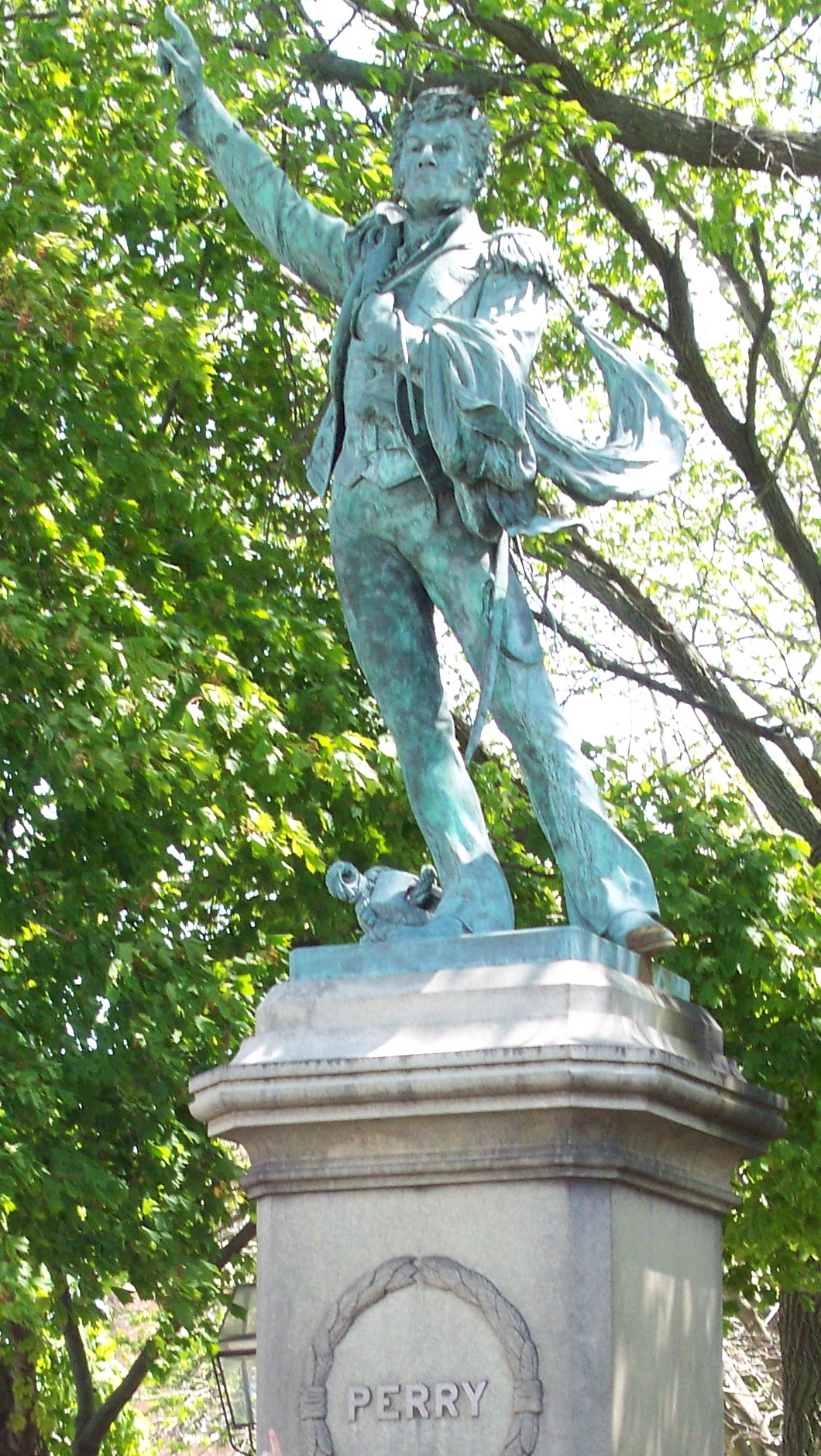
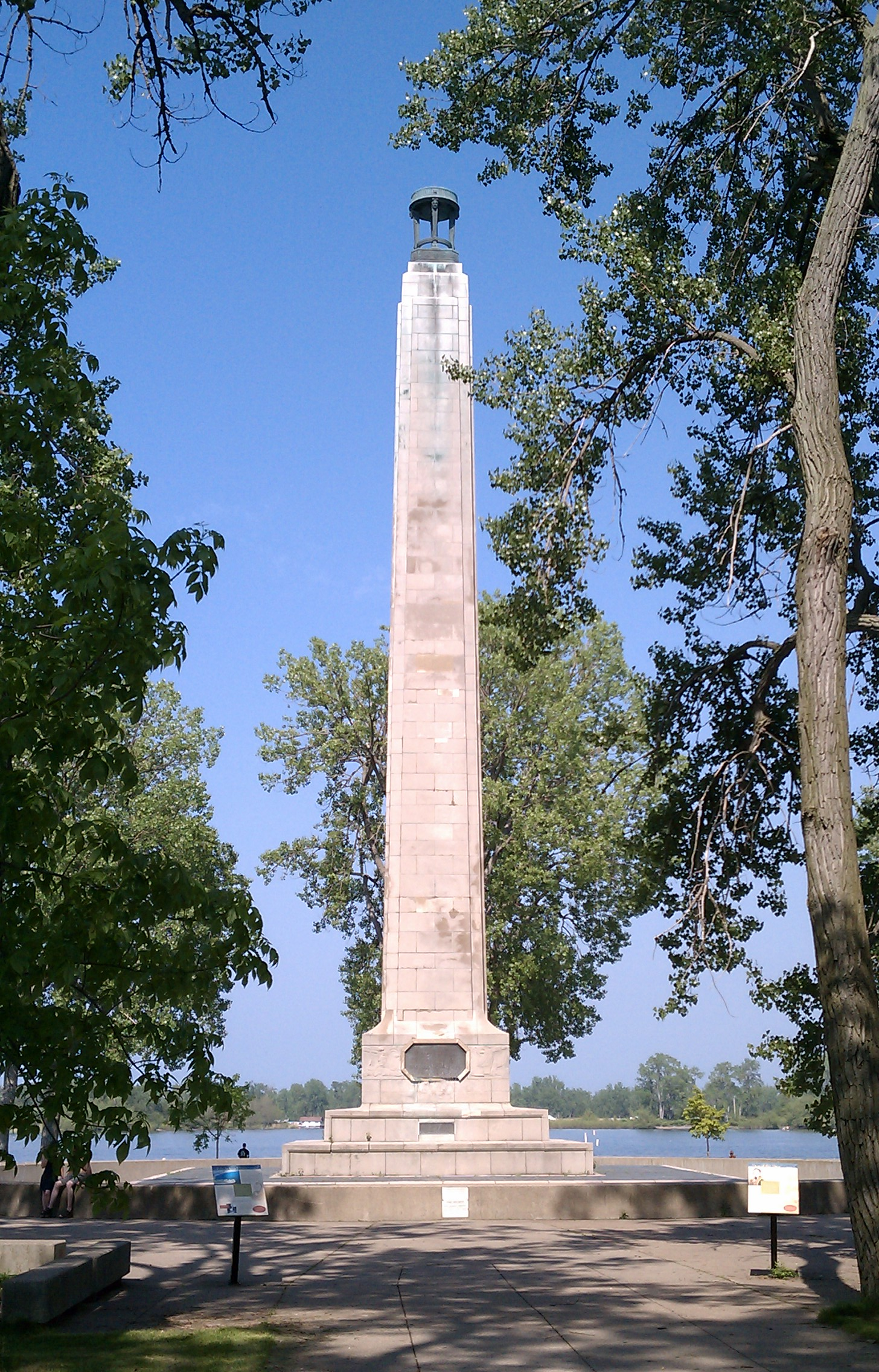
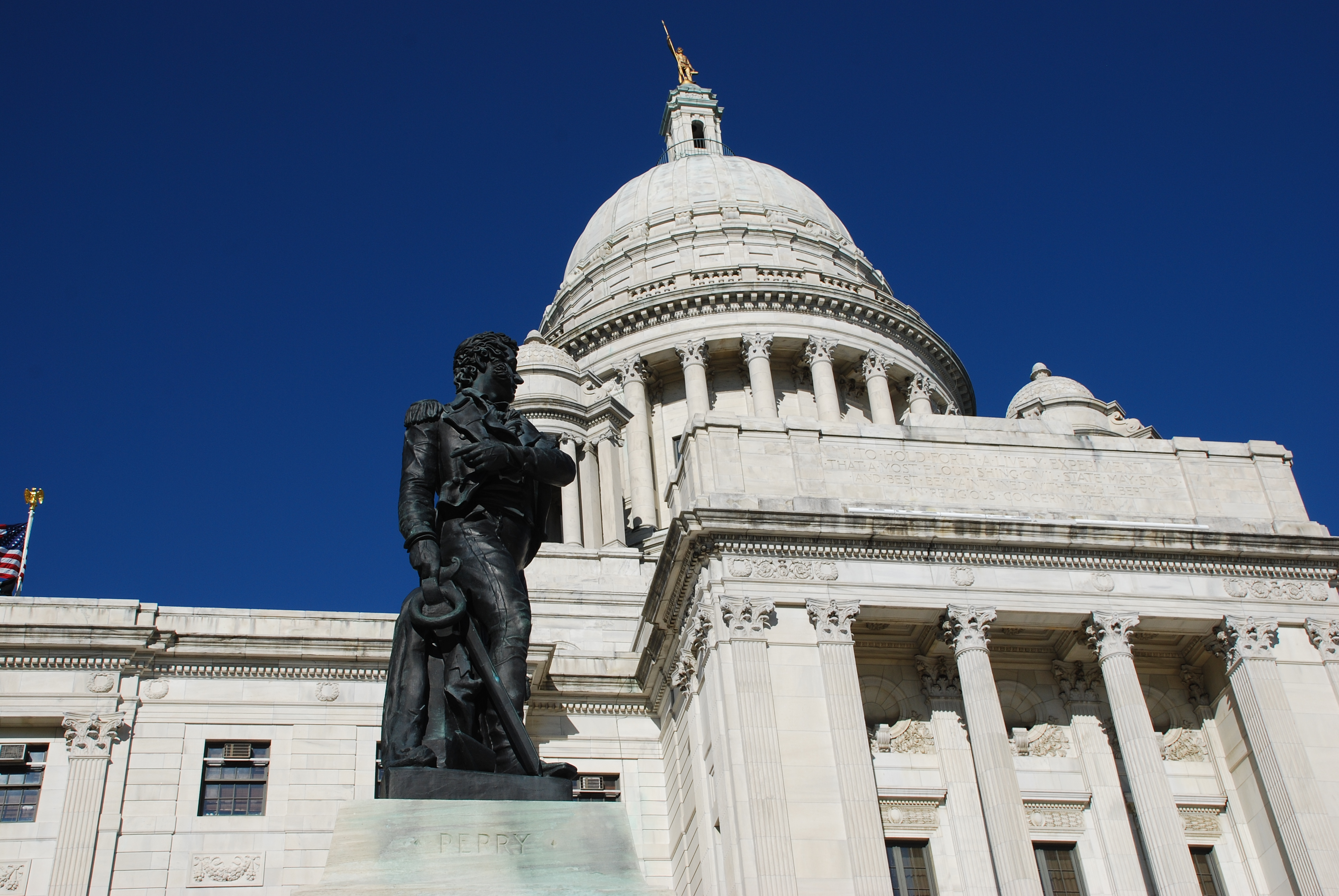